# Laphria ricardoi
Laphria ricardoi là một loài ruồi trong họ Asilidae. Laphria ricardoi được Bromley miêu tả năm 1935. Loài này phân bố ở vùng nhiệt đới châu Phi.